# Frenkendorf
Frenkendorf est une commune suisse du canton de Bâle-Campagne, située dans le district de Liestal.

Vue aérienne (1956).

## Transports
- Ligne ferroviaire CFF Bâle-Olten, à 12 km de Bâle et à 27 km d’Olten.

## Curiosités
- Château de Wildenstein, construit au XIIIe siècle.